# Lago dei Boschi
Il lago dei Boschi (Lake of the Woods) è un lago del Nord America, situato al confine delle province canadesi dell'Ontario e del Manitoba e lo Stato del Minnesota negli Stati Uniti.
Ha una superficie di 4.350 km² e contiene 14.552 isole che generano il fronte di coste più vasto fra tutti i laghi canadesi: ben 105.000 km di lunghezza complessiva.
Il principale immissario è il fiume Rainy, che nasce dal lago Rainy; il suo unico emissario è il fiume Winnipeg, che sfocia nel lago Winnipeg.
Sul lago dei Boschi si affaccia il cosiddetto Northwest Angle, penisola in territorio degli Stati Uniti ma raggiungibile via terra solo dal Canada che costituisce il punto più settentrionale degli Stati Uniti Continentali, escludendo dunque l'Alaska, nonché l'unico territorio degli Stati Uniti Continentali ad essere situato sopra il 49' parallelo nord.
La superficie del lago ghiaccia completamente da circa metà dicembre a circa metà aprile, con uno spessore che arriva a 50–80 cm ed oltre, sufficiente a permettere il passaggio di automobili e spesso anche di autocarri.

## Principali centri abitati
Nel Minnesota:
- Angle Inlet (Minnesota)
- Baudette (Minnesota)
- Warroad (Minnesota)

Nell'Ontario:
- French Portage Narrows (Ontario)
- Keewatin (Ontario)
- Kenora (Ontario)
- Minaki (Ontario)
- Rainy River (Ontario)
- Sioux Narrows (Ontario)

Nel Manitoba:
- Middlebro (Manitoba)